# Sör-Hemsjön
Sör-Hemsjön är en sjö i Sundsvalls kommun i Medelpad och ingår i Selångersåns huvudavrinningsområde. Sjön har en area på 0,147 kvadratkilometer och ligger 205 meter över havet.

## Delavrinningsområde
Sör-Hemsjön ingår i det delavrinningsområde (693390-155790) som SMHI kallar för Mynnar i Fängsjöbäcken. Medelhöjden är 251 meter över havet och ytan är 3,45 kvadratkilometer. Det finns inga avrinningsområden uppströms utan avrinningsområdet är högsta punkten. Vattendraget som avvattnar avrinningsområdet har biflödesordning 4, vilket innebär att vattnet flödar genom totalt 4 vattendrag innan det når havet efter 38 kilometer. Avrinningsområdet består mestadels av skog (88 procent). Avrinningsområdet har 0,15 kvadratkilometer vattenytor vilket ger det en sjöprocent på 4,3 procent.